# Rhipicephalus glabroscutatum
Rhipicephalus glabroscutatum är en fästingart som beskrevs av Du Toit 1941. Rhipicephalus glabroscutatum ingår i släktet Rhipicephalus och familjen hårda fästingar. Inga underarter finns listade i Catalogue of Life.